# The Smeezingtons
The Smeezingtons là tên một nhóm sản xuất và sáng tác với 3 thành viên Bruno Mars, Philip Lawrence và Ari Levine.
Họ đã sản xuất và sáng tác cho các nghệ sĩ và ban nhạc như Sugababes, Travie McCoy, B.o.B, Justin Bieber, Brandy Norwood, K'naan, Flo Rida, Chad Hugo, Lil Eddie, Kid Cudi, Cee-Lo Green,…
Họ đã sản xuất nhiều hit như "Nothin' on You" của B.o.B, tham gia sáng tác hit "Right Round" của Flo Rida.
Lúc đầu The Smeezingtons được thành lập sau khi Bruno Mars thất bại trong việc ký hợp đồng với Motown. Kể từ đó, nhóm đã sản xuất cho Mars và góp phần giúp anh đạt được thành công trong sự nghiệp solo cùng hãng Elektra Records.